# FC Twente Enschede
Der FC Twente ist ein niederländischer Fußballverein. Er ist nach der Region Twente, in der auch Enschede liegt, benannt worden.

## Geschichte

### Entstehung
| Verein             | Für | Gegen | Enthaltung | Ungültig |
| ------------------ | --- | ----- | ---------- | -------- |
| Enschedese Boys    | 227 | 147   | 9          | 2        |
| Sportclub Enschede | 97  | 68    | 2          | –        |

Der Verein entstand am 1. Juli 1965 aus der Fusion zwischen dem Sportclub Enschede und die Enschedese Boys. Während der Sportclub erstklassig spielte, waren die Enschedese Boys bis dahin in der Eerste Divisie. Ideen zu einem Zusammenschluss gab es allerdings bereits zehn Jahre zuvor, zur Einweihung des Diekman Stadions. Obwohl sich viele Parteien gegen eine Fusion beider Vereine wandten, wurde diese schließlich durchgesetzt. Bereits am 11. Februar 1965 entschied man sich für den Namen FC Twente'65 als neue Klubbezeichnung.
Am 13. April 1965 kam es zur endgültigen Vereinigung beider Vereine. Bei der Abstimmung zur Gründung des neuen Klubs gab es insgesamt 324 Zustimmungen und 215 Gegenstimmen. Aus dieser Mehrheit ergab sich die Zustimmung zur Gründung des FC Twente. Für die Spielzeit 1965/66 war der Verein berechtigt, in der Eredivisie zu spielen.

### 1965–1980: Etablierung in der Eredivisie
| Saison  | Platz | Punkte | Tore  |
| ------- | ----- | ------ | ----- |
| 1965/66 | 11    | 24:36  | 43:61 |
| 1966/67 | 13    | 29:39  | 47:62 |
| 1967/68 | 08    | 34:34  | 56:58 |
| 1968/69 | 03    | 47:21  | 69:38 |
| 1969/70 | 04    | 42:26  | 62:43 |
| 1970/71 | 05    | 48:20  | 48:18 |
| 1971/72 | 03    | 48:20  | 50:13 |
| 1972/73 | 03    | 50:18  | 53:22 |
| 1973/74 | 02    | 54:14  | 65:27 |
| 1974/75 | 04    | 42:26  | 56:35 |
| 1975/76 | 04    | 46:22  | 64:32 |
| 1976/77 | 09    | 33:35  | 52:40 |
| 1977/78 | 04    | 45:23  | 61:32 |
| 1978/79 | 12    | 30:38  | 54:58 |
| 1979/80 | 06    | 39:29  | 49:41 |

Die ersten Jahre nach der Fusion gestalteten sich nicht einfach. Noch immer gab es Gegner, die gegen die Zusammenführung beider Vereine arbeiteten. Den bis dahin angehäuften Schuldenberg konnte man durch die Fusion verringern. Finanzielle Probleme gab es allerdings noch immer und es war schwer, den Spielerkader zu motivieren. Erster Trainer wurde der Österreicher Friedrich Donenfeld. Nach nur einem Jahr und Platz elf in der Liga wurde dieser durch Kees Rijvers abgelöst. Dieser erneuerte den Kader und baute vermehrt auf die Jugend. Rijvers holte Spieler wie Epi Drost, Theo Pahlplatz, Jan Jeuring, Dick van Dijk, Eddy Achterberg, Kick van der Vall, Piet Schrijvers, Kees van Ierssel, René und Willy van de Kerkhof, die in den Folgespielzeiten wichtige Leistungsträger der Mannschaft wurden und zum Teil über Jahre hinweg das Bild des Teams prägten. Jahr für Jahr war man bedacht, gute Spieler teuer zu verkaufen und mit geringem finanziellem Aufwand junge Talente nach Enschede zu locken. 1968/69 schaffte man es erstmals in der Vereinsgeschichte unter die Top 3 der Liga.

Logo des FC Twente zwischen 1965 und 1995

In den folgenden zehn Jahren setzte sich der Verein an der Tabellenspitze fest. Nicht nur auf dem Platz, sondern auch im Umfeld stellte sich eine Besserung ein, die anhand von steigenden Besucherzahlen zu erkennen war. 1972/73 spielte Enschede erstmals im UEFA-Pokal, nachdem man im Vorjahr Dritter wurde. Nach einer Hinspielniederlage setzte sich der Klub in der ersten Runde des Wettbewerbs im Rückspiel gegen Dinamo Tiflis durch und zog in die nächste Runde ein. Über Frem Kopenhagen, UD Las Palmas und OFK Belgrad schaffte es die Mannschaft bis ins Halbfinale. Dort musste sich Twente aber mit 0:3 und 1:2 gegen Borussia Mönchengladbach geschlagen geben. 1975 trafen beide Vereine in den Endspielen des UEFA-Pokals erneut aufeinander. Auf dem Weg dorthin schaltete die Mannschaft von Spitz Kohn Ipswich Town, RWD Molenbeek, Dukla Prag, Velež Mostar und Juventus Turin aus. Im Final-Hinspiel im Düsseldorfer Rheinstadion konnte man gegen den Favoriten aus Mönchengladbach ein 0:0 erreichen. Das Rückspiel im heimischen Stadion verlor Twente allerdings mit 1:5. In der Liga wurde man erneut Dritter. Im gesamten Saisonverlauf kassierte Torhüter Piet Schrijvers nur 13 Gegentore und stellte damit den Vereinsrekord auf. Damit war die Twenter Abwehr auch die beste Abwehr der Liga. Schon im Jahr davor war man das Team mit den wenigsten Gegentoren. Inzwischen waren es Spieler wie Frans Thijssen, Johan Zuidema, Jaap Bos, Arnold Mühren, Niels Overweg, Ab Gritter und etwas später Hallvar Thoresen, Piet Wildschut und André van Gerven, die den Verein in den 1970er Jahren zu solchen Erfolgen führten. Im Sommer 1977 dann endlich der erste Titelgewinn. Im KNVB-Pokal setzte man sich mit 3:0 gegen den PEC Zwolle durch und konnte den ersten nationalen Triumph der Vereinsgeschichte feiern. Auf den Weg ins Finale schalteten die Twenter Spieler AZ Alkmaar'67, NAC Breda, Feyenoord und die Go Ahead Eagles aus. Der damalige Zweitligist aus Zwolle machte es den Enschedern jedoch lange schwer und zwang diese in die Verlängerung. Dort schoss Epi Drost in der 96. Minute den Führungstreffer und das Zwoller Abwehrbollwerk war bezwungen. Ein Elfmeter durch Arnold Mühren und ein weiteres Tor durch den eingewechselten Jan Jeuring machten den Klassenunterschied dann doch deutlich.
| FC Twente                                                                                                | FC Twente | PEC Zwolle | PEC Zwolle |
| --- | --- | --- | ---------- |
| FC Twente                                                                                                | \| 19. Mai 1977 in Nijmegen (Goffertstadion) \| \| Ergebnis: 3:0 n. V. (0:0) Quelle: Historischer Rückblick in die Geschichte des FC Twente auf fctwente.nl \| \| Zuschauer: 26.000 \| \| Schiedsrichter: Cees de Bruin \|          | \| 19. Mai 1977 in Nijmegen (Goffertstadion) \| \| Ergebnis: 3:0 n. V. (0:0) Quelle: Historischer Rückblick in die Geschichte des FC Twente auf fctwente.nl \| \| Zuschauer: 26.000 \| \| Schiedsrichter: Cees de Bruin \|            | PEC Zwolle |
| FC Twente                                                                                                | André van Gerven, Cees van Ierssel, Niels Overweg, Epi Drost, Harry Bruggink, Frans Thijssen, Kick van der Vall, Arnold Mühren, Piet Wildschut, Ab Gritter (Theo Pahlplatz), Hallvar Thoresen (Jan Jeuring) Cheftrainer: Han Berger | Bob Nieuwenhout, Klaas Drost, Rinus Israël, Ben Hendriks, Henk Warnas, Koko Hoekstra (Bjarne Petersen), Niels Sörensen, René IJzerman (Tjeerd van ’t Land), Ronald Hendriks, Yuri Banhoffer, Jan Hendriksen Cheftrainer: Hans Alleman | PEC Zwolle |
| FC Twente                                                                                                | 1:0 Epi Drost (96.) 2:0 Arnold Mühren (105., Elfmeter) 3:0 Jan Jeuring (110.) | | PEC Zwolle |
| 19. Mai 1977 in Nijmegen (Goffertstadion)                                                                | | |            |
| Ergebnis: 3:0 n. V. (0:0) Quelle: Historischer Rückblick in die Geschichte des FC Twente auf fctwente.nl | | |            |
| Zuschauer: 26.000                                                                                        | | |            |
| Schiedsrichter: Cees de Bruin                                                                            | | |            |

Als Pokalsieger war das Team damit für den Europapokal der Pokalsieger 1977/78 qualifiziert. Die Mannschaft drang ungeschlagen und mit nur einem Gegentor bis ins Halbfinale vor, musste sich dort aber dem belgischen Vertreter RSC Anderlecht geschlagen geben. Im Folgejahr spielte Twente wieder im UEFA-Pokal. Gleich in der ersten Runde schied die Mannschaft gegen Manchester City aus. 1978/79 wurde wieder das nationale Pokalfinale erreicht, das gegen Ajax Amsterdam verloren wurde. Da Ajax auch niederländischer Meister wurde, spielte man 1979/80 erneut im Europapokal der Pokalsieger. Doch wie schon im Vorjahr war nach der ersten Runde bereits wieder Schluss.

### 1980–1985: nationales Mittelmaß, Abstieg und Rückkehr
| Saison                                      | Platz | Punkte | Tore  |
| ------------------------------------------- | ----- | ------ | ----- |
| 1980/81                                     | 06    | 39:29  | 60:49 |
| 1981/82                                     | 12    | 31:37  | 50:58 |
| 1982/83                                     | 16    | 25:43  | 36:60 |
| 1983/84                                     | 02    | 47:17  | 82:41 |
| 1984/85                                     | 08    | 34:34  | 60:64 |
| violett unterlegt: Spielzeit in der 2. Liga |       |        |       |

Logo zwischen 1995 und 2006

1980/81 nahm man bis 1989 letztmals am UEFA-Pokal teil. Die Enttäuschung war groß, nachdem man bereits in der 2. Runde nach 1:1-Heimunentschieden nur 0:0 bei Dynamo Dresden spielte und ausschied. 1981/82 kam der nationale Einbruch und das Team platzierte sich nur auf Platz zwölf, in der Saison darauf sogar nur auf Platz 16. Mit einem Torverhältnis von 36:60 hatte man eines der schlechtesten aller Erstligateams. Einzig NEC Nijmegen schoss in dieser Spielzeit weniger Tore (34 Treffer). Die Konsequenz daraus bedeutete der Abstieg aus der Eredivisie. Wichtige Akteure dieser Zeit waren Hallvar Thoresen, Heini Otto, Martin Jol und Romeo Zondervan, die aber allesamt den Verein nach dem Abstieg verließen. Um den Verein noch vor den Gang in die zweite Liga zu retten, war zwischenzeitlich Erfolgstrainer Spitz Kohn als Interimstrainer eingestellt und Assistenztrainer Epi Drost als Spieler reaktiviert worden. Der Deutsche Fritz Korbach sollte dann als Trainer die Mannschaft wieder in die erste Liga bringen. So übernahm dieser im Sommer 1983/84 den Enscheder Klub. Er baute eine Mannschaft aus jungen Spielern wie Rob Reekers, der später auch in Deutschland spielte und Trainer wurde, und erfahrenen Akteuren wie Rinie Plasman, Jan Sørensen und Martien Vreijsen zusammen, die dem Verein ein neues Gerüst gaben. Mit dem Engländer Billy Ashcroft verpflichtete der Trainer den neuen Top-Torschützen des Vereins. Korbach fand die richtige Mischung und schaffte den direkten Wiederaufstieg. Im Jahr der Rückkehr in die Ehrendivision platzierte er die Mannschaft dort auf dem achten Platz und schaffte damit einen entsprechenden Erfolg.

### 1985–1997: Erneute Etablierung als Spitzenmannschaft
| Saison  | Platz | Punkte | Tore  |
| ------- | ----- | ------ | ----- |
| 1985/86 | 14    | 27:41  | 36:69 |
| 1986/87 | 07    | 36:37  | 39:44 |
| 1987/88 | 03    | 41:27  | 63:40 |
| 1988/89 | 03    | 40:28  | 47:25 |
| 1989/90 | 03    | 42:26  | 48:43 |
| 1990/91 | 06    | 36:32  | 58:48 |
| 1991/92 | 06    | 35:33  | 53:49 |
| 1992/93 | 05    | 42:26  | 64:39 |
| 1993/94 | 05    | 39:29  | 57:43 |
| 1994/95 | 05    | 42:26  | 66:50 |
| 1995/96 | 10    | 48     | 46:55 |
| 1996/97 | 03    | 65     | 60:33 |

Vor Beginn der Saison 1986/87 trennte sich Twente wieder von Korbach, da die abgelaufene Spielzeit nicht nach Wunsch verlief. So erreichten die Twenter 1985/86 nur den 14. Platz. Insgesamt gewann das Team nur acht Spiele und verlor 15. Besonders bitter waren die 1:8-Heim- und 0:6-Auswärtsniederlagen gegen Ajax Amsterdam. Den deutschen Trainer zog es darauf zum Ligakonkurrenten SC Cambuur-Leeuwarden. Nachfolger wurde der Niederländer Theo Vonk, der fortan den Trainerposten besetzte. Auf Anhieb verbesserte er die Teamleistungen wieder und kam in seinem Premierenjahr für Enschede auf den siebten Platz. In den Jahren darauf verbesserte sich die Mannschaft kontinuierlich und setzte sich bis 1995 unter den besten Teams des Landes fest.
1988/89 qualifizierte sich der Verein nach langer Zeit erstmals wieder für den UEFA-Pokal. Die Euphorie hielt nur kurz, nachdem das Team bereits in Runde eins gegen den FC Brügge versagte. In der UEFA-Pokal-Saison des Folgejahres war wieder nach zwei Erstrundenspielen Schluss und die Mannschaft scheiterte an Bayer 04 Leverkusen. Zwar blieben die internationalen Erfolge noch aus, aber national etablierte sich das Team wieder unter den Top-Klubs der Liga. Zwischen 1988 und 1997 kam Twente in neun von zehn Spielzeiten unter die sechs bestplatzierten Teams der Liga. Meist musste man aber den Teams von Feyenoord Rotterdam, Ajax Amsterdam und PSV Eindhoven den Vortritt lassen und der Verein hatte das Nachsehen.
Nach wiederholt längerer Zeit der Abwesenheit im internationalen Geschäft erspielte die Mannschaft im zweiten Jahr der Drei-Punkte-Regel (1996/97) 65 Zähler und sicherte sich damit den dritten Platz hinter Feyenoord und PSV Eindhoven. Damit qualifizierte sich das Team für den UEFA-Pokal-Wettbewerb 1997/98.
Zu den bedeutendsten Spielern in den zehn Jahren zwischen 1985 und 1995 zählen die Niederländer Sander Boschker, Jan van Halst, Nico-Jan Hoogma, Pieter Huistra, André Karnebeek, Hans de Koning, Michael Mols, Youri Mulder, Fred Rutten, Clemens Zwijnenberg und der Finne Mika Lipponen.

### 1998–2006: Graues Mittelmaß, zweiter Pokalerfolg
| Saison  | Platz | Punkte | Tore  |
| ------- | ----- | ------ | ----- |
| 1997/98 | 09    | 43     | 41:42 |
| 1998/99 | 08    | 52     | 51:45 |
| 1999/00 | 06    | 60     | 57:37 |
| 2000/01 | 11    | 41     | 47:60 |
| 2001/02 | 12    | 42     | 41:41 |
| 2002/03 | 12    | 41     | 36:45 |
| 2003/04 | 08    | 48     | 56:53 |
| 2004/05 | 06    | 54     | 48:38 |
| 2005/06 | 07    | 47     | 44:36 |

Ende der 1990er Jahre rutschte die Mannschaft immer mehr ins Mittelfeld der Tabelle ab. Zuvor nahm die Mannschaft 1997/98 aber nochmals am UEFA-Pokal teil, wo man sich in Runde eins gegen den norwegischen Verein Lillestrøm SK und in der zweiten Runde gegen den dänischen Vertreter Aarhus GF durchsetzte. In Runde drei war dann aber mit 0:1 und 0:2 gegen Frankreichs AJ Auxerre Schluss. Nachdem man in der Liga 14 Jahre ständig unter den ersten zehn Mannschaften der Eredivisie zu finden war, fand sich die Mannschaft 2000/01 nach Ablauf der Spielzeit auf Position elf wieder. Im gleichen Jahr gelang allerdings der zweite Pokalerfolg der Vereinsgeschichte. Im Endspiel wurde dabei PSV Eindhoven im Elfmeterschießen geschlagen. Den entscheidenden Elfer verwandelte dabei Dennis Hulshoff, nachdem zuvor der PSV dreimal in Folge nicht treffen konnte. Nach der regulären Spielzeit und Verlängerung hatte es 0:0 zwischen beiden Teams gestanden. Trainer der damaligen Zeit war Fred Rutten, der den Verein zum Saisonende verließ.
| PSV Eindhoven                       | PSV Eindhoven | FC Twente | FC Twente |
| ----------------------------------- | --- | --- | --------- |
| PSV Eindhoven                       | \| 24. Mai 2001 in Rotterdam (De Kuip) \| \| Ergebnis: 0:0 n. V., 3:4 i. E. \| \| Zuschauer: 45.000 \| \| Schiedsrichter: Herman van Dijk \| | \| 24. Mai 2001 in Rotterdam (De Kuip) \| \| Ergebnis: 0:0 n. V., 3:4 i. E. \| \| Zuschauer: 45.000 \| \| Schiedsrichter: Herman van Dijk \| | FC Twente |
| PSV Eindhoven                       | Ronald Waterreus – Ernest Faber, Kevin Hofland, Juri Nikiforow, Wilfred Bouma (101. Jan Heintze) – Mark van Bommel, Johann Vogel, Arnold Bruggink (101. John de Jong) – Dennis Rommedahl, Mateja Kežman (70. Joonas Kolkka), Ruud van Nistelrooy Cheftrainer: Eric Gerets | Sander Boschker – Dennis Hulshoff, Spira Grujić, Patrick Pothuizen (95. André Karnebeek) – Sjaak Polak, Arjan van der Laan, Erik ten Hag, Tom van der Leegte (101. Jeroen Heubach) – Chris De Witte (80. Ellery Cairo), Scott Booth, Jan Vennegoor of Hesselink Cheftrainer: Fred Rutten | FC Twente |
| PSV Eindhoven                       | Elfmeterschießen | | FC Twente |
| PSV Eindhoven                       | 1:0 Kevin Hofland 2:0 Ruud van Nistelrooy 3:1 Mark van Bommel John de Jong Ronald Waterreus Joonas Kolkka | Jan Vennegoor of Hesselink 2:1 Scott Booth Jeroen Heubach 3:2 André Karnebeek 3:3 Sjaak Polak 3:4 Dennis Hulshoff | FC Twente |
| 24. Mai 2001 in Rotterdam (De Kuip) | | |           |
| Ergebnis: 0:0 n. V., 3:4 i. E.      | | |           |
| Zuschauer: 45.000                   | | |           |
| Schiedsrichter: Herman van Dijk     | | |           |

Im Spiel um die Johan-Cruyff-Schale, den niederländischen Supercup, wurde man mit 2:3 vom PSV Eindhoven geschlagen. Beim ersten wichtigen Spiel des belgischen Neutrainers René Vandereycken ging der PSV frühzeitig durch Mateja Kežman und Arnold Bruggink in Führung, ehe De Witte noch in der ersten Halbzeit den Anschlusstreffer setzte. Doch Dennis Rommedahl sorgte in der 71. Minute für den erneuten Zwei-Tore-Vorsprung. Kurz vor Ende der Partie verkürzte Van der Doele dann nochmal für Twente, die Niederlage konnte aber nicht mehr abgewendet werden. Im Jahr darauf verschlechterte man sich auf Rang zwölf. Dies war die schlechteste Platzierung seit 1985/86, als Twente Vierzehnter wurde. 2004 stand die Mannschaft erneut im Finale des KNVB-Pokals, unterlag dieses Mal allerdings. Auf dem Weg ins Endspiel konnte der Klub Gegner wie Feyenoord Rotterdam und NAC Breda schlagen. Im Finale am 23. Mai 2004 zog man dann aber gegen den FC Utrecht den kürzeren, nachdem FCU-Spieler Dave van den Bergh das Tor des Tages erzielte.

### 2007–2019: Meisterschaft, Finanzprobleme, Abstieg und Wiederaufstieg
| Saison                                                                                                | Platz | Punkte | Tore  |
| --- | ----- | ------ | ----- |
| 2006/07                                                                                               | 04    | 66     | 67:37 |
| 2007/08                                                                                               | 02    | 62     | 52:32 |
| 2008/09                                                                                               | 02    | 69     | 62:31 |
| 2009/10                                                                                               | 01    | 86     | 63:23 |
| 2010/11                                                                                               | 02    | 71     | 65:34 |
| 2011/12                                                                                               | 06    | 60     | 82:46 |
| 2012/13                                                                                               | 06    | 62     | 60:33 |
| 2013/14                                                                                               | 03    | 63     | 72:37 |
| 2014/15                                                                                               | 10    | 43     | 56:51 |
| 2015/16                                                                                               | 13    | 40     | 49:64 |
| 2016/17                                                                                               | 07    | 45     | 48:50 |
| 2017/18                                                                                               | 18    | 24     | 37:63 |
| 2018/19                                                                                               | 01    | 80     | 72:39 |
| 2019/20 *                                                                                             | 14    | 27     | 34:46 |
| 2020/21                                                                                               | 10    | 41     | 48:50 |
| 2021/22                                                                                               | 04    | 68     | 55:37 |
| 2022/23                                                                                               | 05    | 64     | 66:27 |
| 2023/24                                                                                               | 03    | 69     | 69:36 |
| Gold unterlegt: Gewinn der niederländischen Meisterschaft Violett unterlegt: Spielzeit in der 2. Liga |       |        |       |

Zur Spielzeit 2006/07 übernahm Fred Rutten erneut die Geschicke beim Enscheder Fußballklub. Mit ihm kam der Erfolg zurück. Er führte das Team auf Anhieb auf den vierten Platz und im Folgejahr auf den zweiten Platz. Der FC Twente erreichte am 18. Mai 2008 durch einen Erfolg in den Eredivisie-Playoffs gegen Ajax Amsterdam die Qualifikation zur UEFA Champions League. Die Mannschaft hatte sich durch ein 2:1 im Hinspiel in Emmen und ein 0:0 im Rückspiel in der Amsterdam Arena überraschend gegen Ajax durchgesetzt, scheiterte aber in Runde drei der Champions-League-Qualifikation am FC Arsenal aus London. Im Juni 2008 wurde der englische Ex-Nationaltrainer Steve McClaren als neuer Trainer des FC Twente engagiert. Rutten wurde in diesem Sommer vom FC Schalke 04 abgeworben, sodass es ihn in die deutsche Bundesliga zog. Ein erstes Ausrufezeichen McClarens war die Qualifikation für das UEFA-Pokal-Sechzehntelfinale nach einem 2:1-Sieg gegen den befreundeten FC Schalke 04 am 3. Dezember 2008. Dort schied man unglücklich nach 1:0 und 0:1 im Elfmeterschießen gegen Olympique Marseille aus. In der Liga wiederholte McClaren den Vorjahreserfolg und wurde Zweiter hinter dem AZ Alkmaar. Außerdem zog die Mannschaft in das Finale um den KNVB-Pokal ein. Dort verlor man allerdings nach Elfmeterschießen gegen den SC Heerenveen. In der Sommerpause vor der Saison 2009/10 verlieh man Nachwuchsstar Marko Arnautović an Inter Mailand. Als Nachfolger wurden deshalb für den Sturm der Australier Nikita Rukavytsya, der Südafrikaner Bernard Parker und der Costa-Ricaner Bryan Ruiz verpflichtet. Besonders Ruiz sollte in der Folgezeit einschlagen. Die Hinrunde der Saison 2009/10 verlief sehr gut. Neben 15 Siegen gab es nur zwei Unentschieden gegen die direkte Konkurrenz (Feyenoord Rotterdam und PSV Eindhoven) und Twente war zur Halbserie ungeschlagener Tabellenführer. Auch in der neu eingeführten UEFA Europa League setzte sich das Team von McClaren in der Gruppenphase durch und qualifizierte sich für die K.O.-Runde, wo aber gegen den SV Werder – in der Spielzeit 2008/09 im Endspiel des UEFA-Pokals – Endstation war. In der Rückrunde gab man sich in der Liga keine Blöße mehr, musste aber bis zum letzten Spieltag warten, da Verfolger Ajax Amsterdam hartnäckig mithielt. Durch einen 2:0-Erfolg über NAC Breda sicherte sich Twente schließlich am letzten Spieltag der Saison 2009/10 die Meisterschaft und blieb mit 86 Punkten um einen Punkt besser als Ajax. Bester Angreifer dieser Saison war der im Sommer davor verpflichtete Bryan Ruiz mit 24 Treffern für sein Team.
| | Trainer: Steve McClaren \| Alfred Schreuder (Co-Trainer) \| Kees van Wonderen (Co-Trainer) |
| Tor | Abwehr |
| Sander Boschker (34/0) Nikolaj Michajlow (0/0) Cees Paauwe (1/0) | Douglas (31/2) Nicky Kuiper (16/2) Slobodan Rajković (10/0) Ronnie Stam (33/1) Dwight Tiendalli (26/1) Peter Wisgerhof (33/1) |
| Mittelfeld | Sturm |
| Nasch'at Akram (10/0) Wout Brama (31/1) David Carney (8/0) Theo Janssen (28/1) Andrej Rendla (2/0) Michael Schimpelsberger (0/0) Cheik Tioté (28/1) Dario Vujičević (16/0) | Luuk de Jong (12/2) Romano Denneboom (1/0) Vagif Javadov (0/0) Blaise Nkufo (32/12) Ransford Osei (0/0) Bernard Parker (14/0) Kenneth Perez (31/5) Bryan Ruiz (34/24) Nikita Rukavytsya (2/0) Miroslav Stoch (32/10) Wellington (3/0) |
| Bemerkung: - In Klammern Spiele und Tore (S/T) - In Kursiv geschriebene Spieler wurden zur Halbserie ge-/verkauft oder ge-/verliehen                                       | |

Nach der Meisterschaft verkündete Trainer McClaren seinen Abschied aus Enschede und unterzeichnete einen Vertrag beim deutschen Bundesligisten VfL Wolfsburg. Nach Ende der Spielzeit 2009/10 wurde der Engländer zudem für seine Leistung mit dem Rinus-Michels-Preis, eine Ehrung für den besten Trainer des Jahres, ausgezeichnet. Damit war er der erste Ausländer der diesen Titel erhielt. Das Verlassen McClarens bedeutete für den Klub nach der ersten Meisterschaft einen Umbruch. Neben ihm verließen auch der Schweizer Blaise Nkufo und der Däne Kenneth Perez den Klub, die in der Meistersaison wichtige Stützen des Teams waren. Nkufo erzielte zwischen 2003 und 2010 insgesamt 114 Tore für den Klub und hält somit den Vereinsrekord. Marko Arnautović, der aus Mailand zurückkehren sollte, wurde an den SV Werder verkauft. Nachfolger McClarens wurde der Belgier Michel Preud’homme. Zudem beendete Twente-Urgestein Jeroen Heubach seine Karriere, bleibt dem Klub aber als Assistent erhalten. Um für den Sturm nachzurüsten, wurden Marc Janko vom österreichischen Erstligisten FC Red Bull Salzburg, der Belgier Nacer Chadli sowie der Schwede Emir Bajrami von IF Elfsborg verpflichtet. Mit Rasmus Bengtsson, Roberto Rosales und Bart Buysse wurden drei neue Akteure für die Defensive unter Vertrag genommen.
Vor Ligabeginn spielte Twente zusammen mit Ajax Amsterdam um die Johan-Cruyff-Schale, den niederländischen Supercup. Durch ein frühes Tor von Luuk de Jong wurde das Spiel zugunsten Twentes entschieden. Somit hatte Neu-Trainer Preud’homme einen guten Einstand in die neue Spielzeit.
| Ajax Amsterdam                               | Ajax Amsterdam | FC Twente Enschede | FC Twente Enschede |
| -------------------------------------------- | --- | --- | ------------------ |
| Ajax Amsterdam                               | \| 31. Juli 2010 in Amsterdam (Amsterdam Arena) \| \| Ergebnis: 0:1 (0:1) \| \| Zuschauer: 25.000 \| \| Schiedsrichter: Kevin Blom \| | \| 31. Juli 2010 in Amsterdam (Amsterdam Arena) \| \| Ergebnis: 0:1 (0:1) \| \| Zuschauer: 25.000 \| \| Schiedsrichter: Kevin Blom \| | FC Twente Enschede |
| Ajax Amsterdam                               | Maarten Stekelenburg – Gregory van der Wiel, Toby Alderweireld, Oleguer, Vurnon Anita – Eyong Enoh (4. Rasmus Lindgren, 72. Miralem Sulejmani), Siem de Jong, Demy de Zeeuw – Christian Eriksen, Suk Hyun-jun (46. Urby Emanuelson), Luis Suárez Cheftrainer: Martin Jol | Nikolaj Michajlow – David Carney, Peter Wisgerhof, Douglas – Dwight Tiendalli, Wout Brama, Theo Janssen, Cheik Tioté – Bryan Ruiz (88. Alexander Bannink), Luuk de Jong, Emir Bajrami (81. Bernard Parker) Cheftrainer: Michel Preud’homme | FC Twente Enschede |
| Ajax Amsterdam                               | 0:1 Luuk de Jong | | FC Twente Enschede |
| Ajax Amsterdam                               | Anita, Suárez | Tioté, de Jong, Bajrami | FC Twente Enschede |
| Ajax Amsterdam                               | Suárez | | FC Twente Enschede |
| 31. Juli 2010 in Amsterdam (Amsterdam Arena) | | |                    |
| Ergebnis: 0:1 (0:1)                          | | |                    |
| Zuschauer: 25.000                            | | |                    |
| Schiedsrichter: Kevin Blom                   | | |                    |

Mit zwei Unentschieden startete der Titelverteidiger in die neue Spielzeit. Bis zum elften Spieltag blieb das Enscheder Team ohne Niederlage. Am 12. Spieltag kam es schließlich zum Aufeinandertreffer zwischen Twente und dem führenden PSV Eindhoven, die ebenfalls noch keine Partie verloren hatten. Durch einen Treffer von Nacer Chadli entschied das Team die Partie zu ihren Gunsten mit 1:0 und Twente schob sich erstmals in der neuen Saison wieder auf Rang eins in der Eredivisie. Die erste Niederlage setzte es dann zwei Spieltage darauf gegen NAC Breda als Twente auswärts mit 1:2 unterlegen war.
| FC Twente Enschede                 | FC Twente Enschede | Ajax Amsterdam | Ajax Amsterdam |
| ---------------------------------- | --- | --- | -------------- |
| FC Twente Enschede                 | \| 8. Mai 2011 in Rotterdam (De Kuip) \| \| Ergebnis: 3:2 n. V. (2:2; 1:2) \| \| Zuschauer: 45.000 \| \| Schiedsrichter: Kevin Blom \| | \| 8. Mai 2011 in Rotterdam (De Kuip) \| \| Ergebnis: 3:2 n. V. (2:2; 1:2) \| \| Zuschauer: 45.000 \| \| Schiedsrichter: Kevin Blom \| | Ajax Amsterdam |
| FC Twente Enschede                 | Sander Boschker – Dwight Tiendalli, Peter Wisgerhof (100., Rasmus Bengtsson), Douglas, Bart Buysse – Denny Landzaat, Wout Brama, Theo Janssen – Bryan Ruiz, Luuk de Jong (106., Marc Janko), Nacer Chadli (91., Emir Bajrami) Cheftrainer: Michel Preud’homme | Kenneth Vermeer – Gregory van der Wiel (91., Darío Cvitanich), Toby Alderweireld, Jan Vertonghen, Nicolai Boilesen (73., Daley Blind) – Demy de Zeeuw (66., Eyong Enoh), Vurnon Anita, Christian Eriksen – Miralem Sulejmani, Siem de Jong, Lorenzo Ebecilio Cheftrainer: Frank de Boer | Ajax Amsterdam |
| FC Twente Enschede                 | 1:2 Brama (45.) 2:2 Janssen (56.) 3:2 Janko (117.) | 0:1 De Zeeuw (19.) 0:2 Ebecilio (40.) | Ajax Amsterdam |
| FC Twente Enschede                 | Douglas, Brama, Janssen, L. de Jong | De Zeeuw, Blind, Enoh, Cvitanich | Ajax Amsterdam |
| 8. Mai 2011 in Rotterdam (De Kuip) | | |                |
| Ergebnis: 3:2 n. V. (2:2; 1:2)     | | |                |
| Zuschauer: 45.000                  | | |                |
| Schiedsrichter: Kevin Blom         | | |                |

In die erste Champions-League-Saison startete der niederländische Meister am 14. September 2010 mit einem 2:2-Heimunentschieden gegen Inter Mailand, welche in der Spielzeit zuvor die Champions League gewinnen konnten. Erster Champions-League-Torschütze der Vereinsgeschichte war Theo Janssen mit einem direkten Freistoß. Den ersten Sieg im Wettbewerb gab es am 2. November im Auswärtsspiel gegen Werder Bremen. Beim 2:0-Sieg trafen zehn Minuten vor Spielende Nacer Chadli und kurz darauf Luuk de Jong für die Niederländer. Mit insgesamt einem Sieg und drei Unentschieden erspielte sich Twente bei der Champions-League-Premiere den dritten Vorrundenplatz. Damit schied der Klub zwar aus dem Wettbewerb aus, sicherte sich aber den Einzug in die UEFA Europa League, in der man im Viertelfinale am FC Villarreal aus Spanien scheiterte.
In der Saison 2011/12 erreichte Twente Enschede den sechsten Platz in der Eredivisie. Im KNVB-Pokal schied der Titelverteidiger im Achtelfinale gegen den späteren Pokalsieger PSV Eindhoven mit 1:2 n. V. aus. Mit dem Ausscheiden in der Champions-League-Qualifikation gegen Benfica Lissabon (2:2 im Hin-, 1:3 im Rückspiel) startete Twente in der UEFA Europa League in Gruppe K, als deren Sieger Twente hervorging. Im Achtelfinale schied Twente gegen den FC Schalke 04 aus (1:0 im Hin-, 1:4 im Rückspiel).
Für die Saison 2012/13 sicherte sich Twente über die Fairplay-Wertung einen Startplatz in der UEFA-Europa-League-Qualifikation. Erst mit einem 4:1 nach Verlängerung konnte man sich im Rückspiel der Play-Offs gegen Bursaspor durchsetzen und sich damit für die Gruppenphase dieses Wettbewerbes qualifizieren. Dort schied man in einer Gruppe mit Hannover 96, UD Levante und Helsingborgs IF als Gruppenletzter aus.
Am 16. Dezember 2015 wurde der Verein vom niederländischen Verband KNVB für drei Jahre für die Europapokal-Wettbewerbe gesperrt. Der Grund dafür ist Übertragung der Transferrechte von sieben Twente-Spielern an die 2014 mit fünf Millionen Euro eingestiegene Investorengruppe Doyen Sports Group aus Malta. Dies verstößt seit Mai 2015 gegen die Vorschriften des KNVB. Im November 2015 wurde bekannt, dass die Investorengruppe über die Transferrechte hinaus Einfluss auf die Geschäftsführung von Twente ausübte. Daraufhin sperrte der Verband die Vorstandsmitglieder des FC Twente für sämtliche Fußball-Tätigkeiten und die KNVB-Lizenzkommission verhängte eine Geldstrafe von 42.500 Euro. Der Fortbestand der Lizenz hing von der weiteren Zusammenarbeit des finanziell angeschlagenen Vereins mit dem KNVB ab.
Wegen finanziellem Missmanagement ordnete der niederländische Fußballverband KNVB am 17. Mai 2016 den Zwangsabstieg für Twente in die zweitklassige Eerste Divisie an. Einen Monat später wurde die Entscheidung allerdings durch die Berufungskommission des KNVB zurückgenommen, so dass der Verein weiterhin in der Eredivisie verbleiben durfte. Allerdings wurde ihm eine Geldstrafe in Höhe von 180.000 Euro auferlegt.
Nach 34 Jahren stieg Enschede im Sommer 2018 aus der Eredivisie ab. Am 22. April 2019 konnte vorzeitig (2 Spieltage vor Saisonende) der direkte Wiederaufstieg in die Eredivisie gefeiert werden. Es reichte im Heimspiel gegen Jong AZ ein 0:0, da der Verfolger Sparta Rotterdam mit 2:0 bei Jong PSV verlor.

## Wissenswertes

### Torjäger
- Blaise Nkufo brach am 15. August 2009 den 32 Jahre alten Rekord von Jan Jeuring und wurde mit seinem 104. Treffer für Twente Enschede Rekordtorjäger.[13] Bis zum Ende der Spielzeit 2009/10 hatte Nkufo insgesamt 114 Tore erzielt.[14]
- Mit 19 Toren ist Jan Jeuring erfolgreichster Torschütze in den europäischen Wettbewerben.
- Jan Vennegoor of Hesselink hält mit 16 Treffern die Bestmarke für den KNVB-Pokal
- Zur Saison 1968/69 überwand Dick van Dijk insgesamt 30-mal die gegnerischen Torhüter. Damit hält er den Rekord für die meisten erzielten Tore in einer Saison.

### Rekordspieler
- Laut Stand vom 19. März 2009 hält Sander Boschker mit 562 Spielen den Rekord für die meisten Partien für den FC Twente. Er löste Epi Drost ab, der 423 Begegnungen im Dress der Enscheder absolviert hatte.
- 2010 wurde mit Marc Janko der teuerste Spieler der Klubgeschichte verpflichtet.[15] Seine Ablösesumme betrug sieben Millionen Euro.

### Ligarekorde
- 1971/72 kassierte die Mannschaft nur 13 Gegentore. Dies ist neben dem Vereinsrekord auch die Bestmarke der niederländischen Eredivisie.
- Am 14. September 1975 erzielte der Verein acht Tore im Spiel gegen De Graafschap. Diesen 8:0-Erfolg stellte die Mannschaft mit einem weiteren 8:0-Sieg gegen den FC Utrecht am 23. April 1977 ein.
- Die höchste Niederlage setzte es am 9. Juni 1979 im Auswärtsspiel gegen Ajax Amsterdam. Dabei bezwang der niederländische Top-Verein den FC Twente mit 8:1. Mit dem gleichen Ergebnis trennten sich beide Mannschaften am 1. Dezember 1985 in Enschede.
- Am 16. Juni 1991 gab es beim 6:6 zwischen RKC Waalwijk und Twente die torreichste Auseinandersetzung mit Enscheder Beteiligung.

## Sponsoren und Ausstatter
| Zeitraum  | Ausrüster | Sponsor         |
| --------- | --------- | --------------- |
| 1982–1983 | adidas    | Arke Reise      |
| 1983–1984 | adidas    | Hartman         |
| 1984–1985 | Admiral   | Hartman         |
| 1985–1986 | adidas    | Hartman         |
| 1986–1989 | adidas    | NCR             |
| 1989–1990 | adidas    | Laser Computer  |
| 1990–1991 | hummel    | Laser Computer  |
| 1991–1992 | hummel    | keiner          |
| 1992–1995 | hummel    | SNS Bank        |
| 1995–1997 | adidas    | SNS Bank        |
| 1997–1998 | adidas    | ON Versicherung |
| 1998–1999 | Fila      | Amicon          |
| 1999–2000 | Fila      | CasTel / Essent |
| 2000–2001 | Fila      | Essent          |
| 2001–2002 | Umbro     | Essent          |
| 2002–2005 | Umbro     | Zwanenberg      |
| 2005–2008 | Umbro     | Arke Reise      |
| 2008–2011 | Diadora   | Arke Reise      |
| 2011–2012 | BURRDA    | Arke Reise      |
| 2012–2013 | Nike      | Arke Reise      |
| 2013–2015 | Nike      | XXImo           |
| 2015–2016 | Nike      | webprint.nl     |
| 2016–2021 | Sondico   | Pure Energie    |
| 2021      | Meyba     | Pure Energie    |
| 2023      | Castore   | Elektramat      |

## Twentes Anhänger

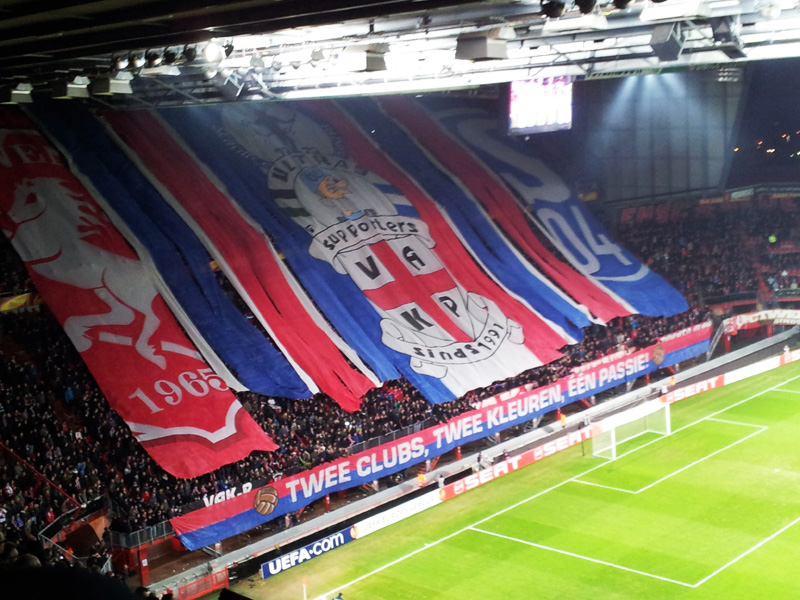
Banner für das Heimspiel gegen FC Schalke 04

Es besteht eine Fanfreundschaft mit den Fans des FC Schalke 04.
FC-Twente-Fans sind bekannt für die laute Atmosphäre, mit dem berühmten Zitat: „Willkommen in der Hölle von Enschede“. Des Weiteren sind sie bekannt für ihr Motto „We zijn gehaat en asociaal, we zijn de allermooiste club van allemaal“ (dt. Wir werden gehasst und sind asozial, wir sind der allerschönste Klub von allen), welches oft in Form von Bannern und Liedern in der Kurve präsentiert wird.
Im Jahr 2007 fanden sich australische Fans zusammen, die sich unter dem Namen Tukkeroos gründeten.

## Stadion
Das 1998 westlich der Stadt an der Eisenbahnstrecke nach Hengelo erbaute Stadion wurde nach einem Reiseveranstalter benannt. Dieses Unternehmen hatte als Sponsor einen Teil der Baukosten des Stadions getragen. Nach dem Ausbau von 13.500 auf etwa 24.000 Plätze im Sommer 2008 wurde das Stadion umbenannt, die Brauerei Grolsch ist jetzt Namensgeber De Grolsch Veste. Am 10. Mai 1998 wurde das Stadion während der Ligasaison mit einem 3:0-Sieg gegen PSV Eindhoven eingeweiht. Aktuell gibt es Pläne die Kapazitäten der Arena auf über 44.000 Plätze zu erweitern. Bis 1998 trug der Verein seine Spiele im Diekman Stadion aus.
Am 7. Juli 2011 stürzte bei Bauarbeiten ein Teil des Dachs des De-Grolsch-Veste-Stadions ein. Es gab zwei Tote und 14 Verletzte. Ursache des Absturzes war eine fehlende Risikeneinschätzung während der Bauarbeiten.

## Erfolge
- Niederländischer Meister: 1926 (als Sportclub Enschede), 2010
- Niederländischer Vizemeister: 1958 (als Sportclub Enschede), 1974, 2008, 2009, 2011
- Niederländischer Pokalsieger: 1977, 2001, 2011
- Niederländischer Supercupsieger: 2010, 2011
- Meister der Eerste Divisie: 2019

## Europapokalbilanz
| Saison  | Wettbewerb                    | Runde                  | Gegner                      | Gesamt          | Hin     | Rück          |
| ------- | ----------------------------- | ---------------------- | --------------------------- | --------------- | ------- | ------------- |
| 1970/71 | Messestädte-Pokal             | 1. Runde               | FC Rouen                    | 1:2             | 0:2 (A) | 1:0 (H)       |
| 1970/71 | Messestädte-Pokal             | 1. Runde               | AEK Athen                   | 4:0             | 1:0 (A) | 3:0 (H)       |
| 1970/71 | Messestädte-Pokal             | 2. Runde               | Eskişehirspor               | 8:4             | 2:3 (A) | 6:1 (H)       |
| 1970/71 | Messestädte-Pokal             | Achtelfinale           | Dinamo Zagreb               | 3:2             | 2:2 (A) | 1:0 (H)       |
| 1970/71 | Messestädte-Pokal             | Viertelfinale          | Juventus Turin              | 2:4             | 0:2 (A) | 2:2 n. V. (H) |
| 1972/73 | UEFA-Pokal                    | 1. Runde               | Dinamo Tiflis               | 4:3             | 2:3 (A) | 2:0 (H)       |
| 1972/73 | UEFA-Pokal                    | 2. Runde               | BK Frem Kopenhagen          | 9:0             | 5:0 (A) | 4:0 (H)       |
| 1972/73 | UEFA-Pokal                    | Achtelfinale           | UD Las Palmas               | 4:2             | 3:0 (H) | 1:2 (A)       |
| 1972/73 | UEFA-Pokal                    | Viertelfinale          | OFK Belgrad                 | 4:3             | 2:3 (A) | 2:0 (H)       |
| 1972/73 | UEFA-Pokal                    | Halbfinale             | Borussia Mönchengladbach    | 1:5             | 0:3 (A) | 1:2 (H)       |
| 1973/74 | UEFA-Pokal                    | 1. Runde               | Dundee FC                   | 7:3             | 3:1 (A) | 4:2 (H)       |
| 1973/74 | UEFA-Pokal                    | 2. Runde               | Panachaiki GE               | 8:1             | 1:1 (A) | 7:0 (H)       |
| 1973/74 | UEFA-Pokal                    | Achtelfinale           | Ipswich Town                | 1:3             | 0:1 (A) | 1:2 (H)       |
| 1974/75 | UEFA-Pokal                    | 1. Runde               | Ipswich Town                | (a)3:3(a)       | 2:2 (A) | 1:1 (H)       |
| 1974/75 | UEFA-Pokal                    | 2. Runde               | RWD Molenbeek               | 3:1             | 2:1 (H) | 1:0 (A)       |
| 1974/75 | UEFA-Pokal                    | Achtelfinale           | Dukla Prag                  | 6:3             | 1:3 (A) | 5:0 (H)       |
| 1974/75 | UEFA-Pokal                    | Viertelfinale          | Velež Mostar                | 2:1             | 0:1 (A) | 2:0 (H)       |
| 1974/75 | UEFA-Pokal                    | Halbfinale             | Juventus Turin              | 4:1             | 3:1 (H) | 1:0 (A)       |
| 1974/75 | UEFA-Pokal                    | Finale                 | Borussia Mönchengladbach    | 1:5             | 0:0 (A) | 1:5 (H)       |
| 1977/78 | Europapokal der Pokalsieger   | 1. Runde               | Glasgow Rangers             | 3:0             | 0:0 (A) | 3:0 (H)       |
| 1977/78 | Europapokal der Pokalsieger   | 2. Runde               | Brann Bergen                | 4:1             | 2:0 (H) | 2:1 (A)       |
| 1977/78 | Europapokal der Pokalsieger   | Viertelfinale          | Vejle BK                    | 7:0             | 3:0 (A) | 4:0 (H)       |
| 1977/78 | Europapokal der Pokalsieger   | Halbfinale             | RSC Anderlecht              | 0:3             | 0:1 (H) | 0:2 (A)       |
| 1978/79 | UEFA-Pokal                    | 1. Runde               | Manchester City             | 3:4             | 1:1 (H) | 2:3 (A)       |
| 1979/80 | UEFA-Pokal                    | 1. Runde               | Panionios Athen             | 3:5             | 0:4 (A) | 3:1 (H)       |
| 1980/81 | UEFA-Pokal                    | 1. Runde               | IFK Göteborg                | 5:3             | 5:1 (H) | 0:2 (A)       |
| 1980/81 | UEFA-Pokal                    | 2. Runde               | Dynamo Dresden              | (a)1:1(a)       | 1:1 (H) | 0:0 (A)       |
| 1989/90 | UEFA-Pokal                    | 1. Runde               | FC Brügge                   | 1:4             | 0:0 (H) | 1:4 (A)       |
| 1990/91 | UEFA-Pokal                    | 1. Runde               | Bayer Leverkusen            | 1:2             | 0:1 (A) | 1:1 n. V. (H) |
| 1993/94 | UEFA-Pokal                    | 1. Runde               | Bayern München              | 3:7             | 3:4 (H) | 0:3 (A)       |
| 1994/95 | UEFA-Pokal                    | 1. Runde               | Honvéd Budapest             | 4:5             | 1:4 (H) | 3:1 (A)       |
| 1997/98 | UEFA-Pokal                    | 1. Runde               | Lillestrøm SK               | (a)2:2(a)       | 0:1 (H) | 2:1 (A)       |
| 1997/98 | UEFA-Pokal                    | 2. Runde               | Aarhus GF                   | (a)1:1(a)       | 1:1 (A) | 0:0 (H)       |
| 1997/98 | UEFA-Pokal                    | Achtelfinale           | AJ Auxerre                  | 0:3             | 0:1 (H) | 0:2 (A)       |
| 1998    | UEFA Intertoto Cup            | 1. Runde               | Kongsvinger IL              | 2:0             | 2:0 (H) | 0:0 (A)       |
| 1998    | UEFA Intertoto Cup            | 2. Runde               | Austria Salzburg            | 3:5             | 2:2 (H) | 1:3 (A)       |
| 2001/02 | UEFA-Pokal                    | 1. Runde               | Polonia Warschau            | 4:1             | 2:1 (A) | 2:0 (H)       |
| 2001/02 | UEFA-Pokal                    | 2. Runde               | Grasshoppers Zürich         | 5:6             | 1:4 (A) | 4:2 (H)       |
| 2006    | UEFA Intertoto Cup            | 1. Runde               | Kalmar FF                   | 3:2             | 0:1 (A) | 3:1 (H)       |
| 2006/07 | UEFA-Pokal                    | 2. Runde               | FC Levadia Tallinn          | 1:2             | 1:1 (H) | 0:1 (A)       |
| 2007/08 | UEFA-Pokal                    | 1. Runde               | FC Getafe                   | (a)3:3(a)       | 0:1 (A) | 3:2 n. V. (H) |
| 2008/09 | UEFA Champions League         | 3. Qualifikationsrunde | FC Arsenal                  | 0:6             | 0:2 (H) | 0:4 (A)       |
| 2008/09 | UEFA-Pokal                    | 1. Runde               | Stade Rennes                | (a)2:2(a)       | 1:2 (A) | 1:0 (H)       |
| 2008/09 | UEFA-Pokal                    | Gruppenphase           | Racing Santander            | 1:0             | (H)     | (H)           |
| 2008/09 | UEFA-Pokal                    | Gruppenphase           | Manchester City             | 2:3             | (A)     | (A)           |
| 2008/09 | UEFA-Pokal                    | Gruppenphase           | Schalke 04                  | 2:1             | (H)     | (H)           |
| 2008/09 | UEFA-Pokal                    | Gruppenphase           | Paris Saint-Germain         | 0:4             | (A)     | (A)           |
| 2008/09 | UEFA-Pokal                    | Sechzehntelfinale      | Olympique Marseille         | 1:1 (6:7 i. E.) | 1:0 (A) | 0:1 n. V. (A) |
| 2009/10 | UEFA Champions League         | 3. Qualifikationsrunde | Sporting Lissabon           | (a)1:1(a)       | 0:0 (A) | 1:1 (H)       |
| 2009/10 | UEFA Europa League            | Play-offs              | FK Qarabağ                  | 3:1             | 3:1 (H) | 0:0 (A)       |
| 2009/10 | UEFA Europa League            | Gruppenphase           | Fenerbahçe Istanbul         | 2:2             | 2:1 (A) | 0:1 (H)       |
| 2009/10 | UEFA Europa League            | Gruppenphase           | Steaua Bukarest             | 1:1             | 0:0 (H) | 1:1 (A)       |
| 2009/10 | UEFA Europa League            | Gruppenphase           | Sheriff Tiraspol            | 2:3             | 0:2 (A) | 2:1 (H)       |
| 2009/10 | UEFA Europa League            | Sechzehntelfinale      | Werder Bremen               | 2:4             | 1:0 (H) | 1:4 (A)       |
| 2010/11 | UEFA Champions League         | Gruppenphase           | Inter Mailand               | 2:3             | 2:2 (H) | 0:1 (A)       |
| 2010/11 | UEFA Champions League         | Gruppenphase           | Tottenham Hotspur           | 4:7             | 1:4 (A) | 3:3 (H)       |
| 2010/11 | UEFA Champions League         | Gruppenphase           | Werder Bremen               | 3:1             | 1:1 (H) | 2:0 (A)       |
| 2010/11 | UEFA Europa League            | Sechzehntelfinale      | Rubin Kasan                 | 4:2             | 2:0 (H) | 2:2 (H)       |
| 2010/11 | UEFA Europa League            | Achtelfinale           | Zenit St. Petersburg        | 3:2             | 3:0 (H) | 0:2 (A)       |
| 2010/11 | UEFA Europa League            | Viertelfinale          | FC Villarreal               | 2:8             | 1:5 (A) | 1:3 (H)       |
| 2011/12 | UEFA Champions League         | 3. Qualifikationsrunde | FC Vaslui                   | 2:0             | 2:0 (H) | 0:0 (A)       |
| 2011/12 | UEFA Champions League         | Play-offs              | Benfica Lissabon            | 3:5             | 2:2 (H) | 1:3 (A)       |
| 2011/12 | UEFA Europa League            | Gruppenphase           | FC Fulham                   | 2:1             | 1:1 (A) | 1:0 (A)       |
| 2011/12 | UEFA Europa League            | Gruppenphase           | Wisla Krakau                | 5:3             | 4:1 (H) | 1:2 (A)       |
| 2011/12 | UEFA Europa League            | Gruppenphase           | Odense BK                   | 7:3             | 4:1 (A) | 3:2 (H)       |
| 2011/12 | UEFA Europa League            | Sechzehntelfinale      | Steaua Bukarest             | 2:0             | 1:0 (A) | 1:0 (H)       |
| 2011/12 | UEFA Europa League            | Achtelfinale           | Schalke 04                  | 2:4             | 1:0 (H) | 1:4 (A)       |
| 2012/13 | UEFA Europa League            | 1. Qualifikationsrunde | UE Santa Coloma             | 9:0             | 6:0 (H) | 3:0 (A)       |
| 2012/13 | UEFA Europa League            | 2. Qualifikationsrunde | Inter Turku                 | 6:1             | 1:1 (H) | 5:0 (A)       |
| 2012/13 | UEFA Europa League            | 3. Qualifikationsrunde | FK Mladá Boleslav           | 4:0             | 2:0 (H) | 2:0 (A)       |
| 2012/13 | UEFA Europa League            | Play-offs              | Bursaspor                   | 5:4             | 1:3 (A) | 4:1 n. V. (H) |
| 2012/13 | UEFA Europa League            | Gruppenphase           | Hannover 96                 | 2:2             | 2:2 (H) | 0:0 (A)       |
| 2012/13 | UEFA Europa League            | Gruppenphase           | Helsingborgs IF             | 3:5             | 2:2 (A) | 1:3 (H)       |
| 2012/13 | UEFA Europa League            | Gruppenphase           | Levante UD                  | 0:3             | 0:3 (A) | 0:0 (H)       |
| 2014/15 | UEFA Europa League            | Play-offs              | Qarabağ FK                  | (a)1:1(a)       | 0:0 (A) | 1:1 (H)       |
| 2022/23 | UEFA Europa Conference League | 3. Qualifikationsrunde | FK Čukarički                | 7:2             | 3:1 (A) | 4:1 (H)       |
| 2022/23 | UEFA Europa Conference League | Play-offs              | AC Florenz                  | 1:2             | 1:2 (A) | 0:0 (H)       |
| 2023/24 | UEFA Europa Conference League | 2. Qualifikationsrunde | Hammarby IF                 | 2:1             | 1:0 (H) | 1:1 n. V. (A) |
| 2023/24 | UEFA Europa Conference League | 3. Qualifikationsrunde | Riga FC                     | 5:0             | 2:0 (H) | 3:0 (A)       |
| 2023/24 | UEFA Europa Conference League | Play-offs              | Fenerbahçe Istanbul         | 1:6             | 1:5 (A) | 0:1 (H)       |
| 2024/25 | UEFA Champions League         | 3. Qualifikationsrunde | RB Salzburg                 | 4:5             | 1:2 (A) | 3:3 (H)       |
| 2024/25 | UEFA Europa League            | Ligaphase              | Manchester United           | 1:1             | (A)     | (A)           |
| 2024/25 | UEFA Europa League            | Ligaphase              | Fenerbahçe Istanbul         | 1:1             | (H)     | (H)           |
| 2024/25 | UEFA Europa League            | Ligaphase              | Lazio Rom                   | 0:2             | (H)     | (H)           |
| 2024/25 | UEFA Europa League            | Ligaphase              | OGC Nizza                   | 2:2             | (A)     | (A)           |
| 2024/25 | UEFA Europa League            | Ligaphase              | Royale Union Saint-Gilloise | 0:1             | (H)     | (H)           |
| 2024/25 | UEFA Europa League            | Ligaphase              | Olympiakos Piräus           | 0:0             | (A)     | (A)           |
| 2024/25 | UEFA Europa League            | Ligaphase              | Malmö FF                    | 3:2             | (A)     | (A)           |
| 2024/25 | UEFA Europa League            | Ligaphase              | Beşiktaş Istanbul           | 1:0             | (H)     | (H)           |
| 2024/25 | UEFA Europa League            | Play-offs              | FK Bodö/Glimt               | 4:6             | 2:1 (H) | 2:5 n. V. (A) |

Gesamtbilanz: 166 Spiele, 67 Siege, 42 Unentschieden, 57 Niederlagen, 260:219 Tore (Tordifferenz +41)

## Aktueller Kader 2025/26
Stand: 3. August 2025
| Nr.        | Nat.               | Name                         | Geburtstag | im Verein seit | Vertrag bis |     |
| Tor        | Tor                | Tor                          | Tor        | Tor            | Tor         | Tor |
| ---------- | ------------------ | ---------------------------- | ---------- | -------------- | ----------- | --- |
| 01         | Deutschland        | Lars Unnerstall              | 20.07.1990 | 2021           | 2027        |     |
| 16         | Marokko            | Issam El Maach               | 01.02.2000 | 2022           | 20287       |     |
| 21         | Niederlande        | Sam Karssies                 | 26.02.2003 | 2022           | 2028        |     |
| 22         | Polen              | Przemysław Tytoń             | 04.01.1987 | 2022           | 2026        |     |
| Abwehr     |                    |                              |            |                |             |     |
| 02         | Indonesien         | Mees Hilgers                 | 13.05.2001 | 2020           | 2026        |     |
| 03         | Niederlande        | Robin Pröpper                | 23.09.1993 | 2025           | 2029        |     |
| 05         | Niederlande        | Bas Kuipers                  | 17.08.1994 | 2024           | 2028        |     |
| 12         | Portugal           | Guilherme Peixoto            | 25.05.2006 | 2025           | 2028        |     |
| 17         | Belgien            | Alec Van Hoorenbeeck         | 30.12.1998 | 2023           | 2026        |     |
| 23         | Israel             | Stav Lemkin                  | 02.04.2003 | 2025           | 2028        |     |
| 28         | Niederlande        | Bart van Rooij               | 26.05.2001 | 2024           | 2028        |     |
| 38         | Niederlande        | Max Bruns                    | 06.11.2002 | 2021           | 2026        |     |
| 39         | Niederlande        | Max Rots                     | 11.03.2006 | 2024           | 2027        |     |
| Mittelfeld |                    |                              |            |                |             |     |
| 04         | Norwegen           | Mathias Kjølø                | 27.06.2001 | 2022           | 2027        |     |
| 06         | Niederlande        | Carel Eiting                 | 11.02.1998 | 2023           | 2026        |     |
| 08         | Vereinigte Staaten | Taylor Booth                 | 31.05.2001 | 2025           | 2028        |     |
| 14         | Island             | Kristian Hlynsson            | 23.01.2004 | 2025           | 2029        |     |
| 18         | Niederlande        | Michel Vlap                  | 02.06.1997 | 2022           | 2026        |     |
| 19         | Algerien           | Ramiz Zerrouki               | 17.08.1994 | 2025           | 2026        |     |
| 20         | Niederlande        | Thomas van den Belt          | 18.06.2001 | 2025           | 2029        |     |
| 32         | Belgien            | Arno Verschueren             | 08.04.1997 | 2025           | 2028        |     |
| 41         | Niederlande        | Gijs Besselink               | 16.06.2004 | 2023           | 2026        |     |
| Sturm      |                    |                              |            |                |             |     |
| 07         | Niederlande        | Mitchell van Bergen          | 27.08.1999 | 2023           | 2027        |     |
| 09         | Niederlande        | Ricky van Wolfswinkel        | 27.01.1989 | 2021           | 2026        |     |
| 10         | Niederlande        | Sam Lammers                  | 30.04.1997 | 2024           | 2027        |     |
| 11         | Niederlande        | Daan Rots                    | 25.07.2001 | 2021           | 2027        |     |
| 25         | Niederlande        | Lucas Vennegoor of Hesselink | 14.03.2006 | 2016           | 2027        |     |
| 30         | Tunesien           | Sayfallah Ltaief             | 22.04.2000 | 2024           | 2027        |     |
| 37         | Turkei             | Naci Ünüvar                  | 13.06.2003 | 2025           | 2028        |     |

## Ehemalige Spieler
- Eddy Achterberg (1967–1976)
- Marko Arnautović (2008–2012)
- Billy Ashcroft (1982–1985)
- Ronald de Boer (1991–1993)
- Scott Booth (1996–1999)
- Sander Boschker (1989–2003, 2004–2014)
- John Bosman (1996–1999)
- Paul Bosvelt (1994–1997)
- Edson Braafheid (2007–2009)
- Wout Brama (2005–2014, 2018–2023)
- Arnold Bruggink (1991–1997)
- Nacer Chadli (2010–2013)
- Simon Cziommer (1999–2003, 2004–2005)
- Dick van Dijk (1967–1969)
- Issy ten Donkelaar (1962–1971)
- Douglas (2007–2013)
- Epi Drost (1966–1980, 1982–1983)
- Eljero Elia (2007–2009)
- Orlando Engelaar (2006–2008)
- Ab Gritter (1975–1982)
- Erik ten Hag (1989–1990, 1992–1994, 1996–2002)
- Jan Vennegoor of Hesselink (1996–2001)
- Jeroen Heubach (1994–2010)
- Nico-Jan Hoogma (1992–1998)
- Pieter Huistra (1987–1990)
- Cees van Ierssel (1969–1979)
- Marc Janko (2010–2012)
- Theo Janssen (2008–2011)
- Jan Jeuring (1966–1977)
- Luuk de Jong (2009–2012)
- Niels Oude Kamphuis (1994–1999, 2006–2007)
- René van de Kerkhof (1970–1973)
- Willy van de Kerkhof (1970–1973)
- Piet Keur (1987–1989)
- Mika Lipponen (1985–1989)
- Michael Mols (1993–1996)
- Arnold Mühren (1974–1978)
- Youri Mulder (1990–1993)
- Antal Nagy (1969–1972)
- Peter Niemeyer (2002–2007)
- Blaise Nkufo (2003–2010)
- René Notten (1968–1974)
- Arthur Numan (1991–1992)
- Heini Otto (1978–1981)
- Niels Overweg (1974–1981)
- Theo Pahlplatz (1966–1979)
- Helmut Rahn (1960–1963)
- Bryan Ruiz (2009–2011)
- Fred Rutten (1980–1992)
- Theo Snelders (1980–1988)
- Frans Thijssen (1973–1979)
- Hallvar Thoresen (1976–1981)
- Cheik Tioté (2008–2010)
- Manuel Sánchez Torres (1978–1985)
- Kick van der Vall (1967–1968, 1970–1979)
- Rob Wielaert (2006–2009)
- Piet Wildschut (1976–1978)
- Luke Wilkshire (2006–2008)
- Peter Wisgerhof (2009–2014)
- Hakim Ziyech (2014–2016)
- Romeo Zondervan (1978–1982)
- Johan Zuidema (1973–1975)

## Bekannte Trainer

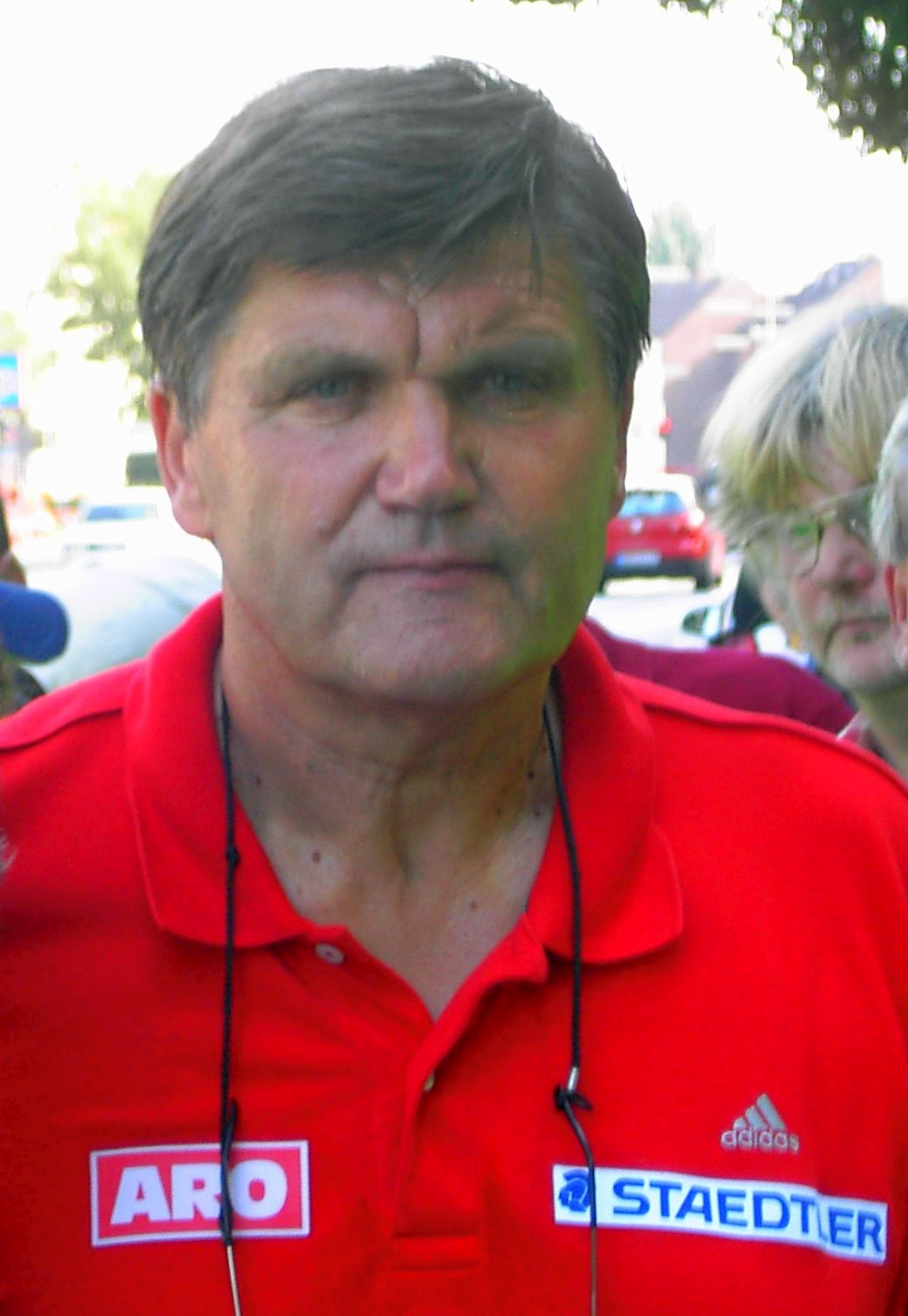
Hans Meyer (1996–1999)

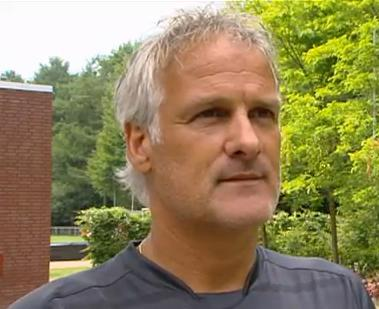
Fred Rutten (1999–2001, 2007–2008)

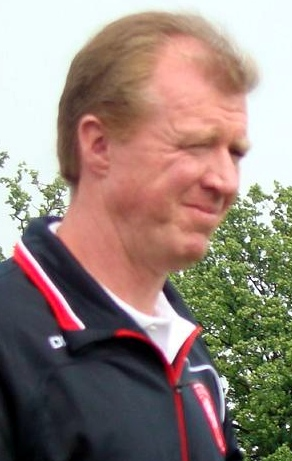
Steve McClaren (2008–2010)

Der FC Twente hatte in seiner Vereinsgeschichte bisher 18 Trainerperioden. Von diesen Cheftrainern waren bisher sieben keine Niederländer. Fritz Korbach und Hans Meyer waren die einzigen Deutschen auf dem Trainerstuhl der Niederländer. Fred Rutten und Spitz Kohn betreuten die Mannschaft als einzige zweimal. Rutten kommt somit auf insgesamt vier Dienstjahre, Kohn auf acht. Rekordhalter in einer durchgehenden Trainerperiode ist ebenfalls Spitz Kohn, der in Enschede zwischen 1972 und 1979 sieben Jahre unter Vertrag stand. Als erfolgreichster Trainer gilt der Engländer Steve McClaren. Seit dessen Amtsantritt im Sommer 2008 führte er das Team zu einem Vizemeistertitel und zum Erreichen des Finals im KNVB-Pokal. Im Folgejahr brachte er die Mannschaft zur ersten Meisterschaft der Vereinsgeschichte.
| Name                                  | Zeitraum   | Bemerkung                                               |
| ------------------------------------- | ---------- | ------------------------------------------------------- |
| Friedrich Donenfeld                   | 1965–1966  |                                                         |
| Kees Rijvers                          | 1966–1972  |                                                         |
| Han Berger                            | 1976–1983  | 1977: Erster Gewinn des KNVB-Pokals                     |
| Spitz Kohn                            | 1972–1979  | Rekordhalter auf diesem Posten                          |
| Hennie Hollink                        | 1980–1981  |                                                         |
| Rob Groener                           | 1981–1982  |                                                         |
| Spitz Kohn                            | 1982–1983  |                                                         |
| Fritz Korbach                         | 1983–1986  | 1984: Aufstieg in die Eredivisie                        |
| Theo Vonk                             | 1986–1992  |                                                         |
| Rob Baan                              | 1992–1994  |                                                         |
| Issy ten Donkelaar                    | 1994–1995  |                                                         |
| Hans Meyer                            | 1996–1999  |                                                         |
| Fred Rutten                           | 1999–2001  | 2001: Zweiter Gewinn des KNVB-Pokals                    |
| John van ’t Schip                     | 2001–2002  |                                                         |
| René Vandereycken                     | 2002–2004  |                                                         |
| Rini Coolen                           | 2004–2006  |                                                         |
| Jan van Staa (Interim)                | 2006       |                                                         |
| Fred Rutten                           | 2007–2008  |                                                         |
| Steve McClaren                        | 2008–2010  | 2010: erster Meisterschaftsgewinn der Vereinsgeschichte |
| Michel Preud’homme                    | 2010–2011  | 2011: Dritter Gewinn des KNVB-Pokals                    |
| Co Adriaanse                          | 2011       |                                                         |
| Steve McClaren                        | 2012–2013  |                                                         |
| Alfred Schreuder (Interim)            | 2013       |                                                         |
| Michel Jansen                         | 2013–2014  |                                                         |
| Alfred Schreuder                      | 2014–2015  |                                                         |
| René Hake                             | 2015–2017  | [ 25 ]                                                  |
| Marino Pušić (Interim)                | 2017, 2018 |                                                         |
| Gertjan Verbeek                       | 2017–2018  |                                                         |
| Marino Pušić                          | 2018–2019  |                                                         |
| Gonzalo García (Fußballspieler, 1983) | 2019–2020  |                                                         |
| Ron Jans                              | 2020–2023  |                                                         |

## Twentes Präsidenten
Die Vorsitzenden des FC Twente waren bisher immer Niederländer. Erster Präsident war Cor Hilbrink. Wegen seiner langjährigen Verdienste für den Klub wurde nach ihm 2009 eine Tribüne im Stadion De Grolsch Veste benannt. Zuvor war Hilbrink bereits Präsident des Klubs Quick ’20. Bei der Fusion von Sportclub Enschede und Enschede Boys wurde er in seiner Funktion als Quick-Vorsitzender eingeladen, um einen Präsidenten für den neuen Klub zu finden, der vorher weder für den Sportclub noch für die Boys wirkte. Hilbrink blieb fortan bis zu seinem Tod am 11. Juni 1973 in diesem Amt. Mit acht Jahren auf diesem Posten hält er zudem den Vereinsrekord. Letzter Präsident war Joop Munsterman. Dieser war bereits zuvor im Vorstand des Klubs tätig. Er konnte den Verein vor dem Bankrott retten. Zudem fällt in seine Zeit die Einführung einer Damenfußballabteilung und der erste Meisterschaftsgewinn des Vereins.
| Name              | Zeitraum  | Bemerkung |
| ----------------- | --------- | --- |
| Cor Hilbrink      | 1965–1973 | Rekordhalter auf diesem Posten |
| Jan Masman        | 1973–1976 | 1974: erster Vizemeistertitel 1975: Finale des UEFA-Pokals |
| Ferdinand Fransen | 1977–1984 | Jahrelang Direktor des Hauptsponsors Reiseveranstalters Arke 1977: Gewinn des KNVB-Pokals                                                                     |
| Frans Hartman     | 1984–1989 | |
| Hans van den Berg | 1989–1994 | |
| Cees Anker        | 1994–1999 | 1997–1998: Eröffnung und Bau der De Grolsch Veste |
| Herman Wessels    | 1999–2004 | 2001: Gewinn des KNVB-Pokals 2007: Ernennung zum Ehrenmitglied 2007: Ernennung zum Ritter des Ordens von Oranje-Nassau                                        |
| Joop Munsterman   | 2004–2015 | Rettete den Klub vor dem Konkurs 2007: Einführung der Damenfußballabteilung 2008: Gewinn KNVB-Pokal der Damen 2010: erste Meisterschaft der Vereinsgeschichte |
| Aldo van der Laan | 2015      | Legte am 24. November 2015 sein Amt mit sofortiger Wirkung nieder.                                                                                            |

## Weitere Mannschaften

### Frauenmannschaft
Seit der Spielzeit 2007/08 unterhält der Verein eine Frauenfußballmannschaft. Diese ist unter dem Namen FC Twente Enschede berechtigt, an der Eredivisie für Frauen teilzunehmen. Erste Trainerin wurde Mary Cook-Willemsen. Diese führte ihr Team im ersten Jahr zum Gewinn des KNVB-Pokals. Am 29. August 2007 eröffneten die Frauen des FC Twente vor heimischen Publikum in der De Grolsch Veste die Frauen-Liga.

### Nachwuchsmannschaften
Neben der ersten Mannschaft hat der FC Twente eine eigene Fußballakademie. Diese stellt neben dem Profibereich einen wichtigen Zweig des Vereins dar. Einige Beispiele für Talente der jüngeren Vergangenheit sind Jan Vennegoor of Hesselink, Niels Oude Kamphuis, Karim El Ahmadi, Peter Niemeyer, Ramon Zomer und Wout Brama. Aber auch Spieler wie Sander Boschker, Jeroen Heubach, Fred Rutten und Theo Snelders wurden in Enschede ausgebildet.
2002 wurde die Voetbalacademie FC Twente (bis 2009: Voetbalacademie FC Twente/Heracles Almelo) gegründet. Damit wurde eine Kooperation zwischen Heracles Almelo und Go Ahead Eagles Deventer (ab 2009) geschaffen, um gemeinsam von einer guten Jugendarbeit profitieren zu können. Twente übernimmt hierbei aber die führende Rolle. Es werden Mannschaften von der D- bis zur A-Jugend trainiert.

### Kooperationen
Der FC Twente arbeitet auf nationaler und internationaler Ebene mit vielen Vereinen zusammen:
- Manchester United[27]
- Qarabağ Ağdam[28]
- Kozármisleny SE
- Dayton Dutch Lions[29]
- Cincinnati Dutch Lions
- Houston Dutch Lions
- Heracles Almelo
- Go Ahead Eagles
- JVOZ (Jeugd Voetbal Opleiding Zeeland)
- Diverse Amateurvereine aus der Region Overijssel